# 01101111011101100110111001101001
01101111011101100110111001101001 – argentyńska grupa metalowa, która swoją muzykę określa jako alien brutal death metal. Grupa prezentuje się w mediach publicznych jako pochodząca z Antarktyki i Marsa, ponieważ nie chce kojarzyć się z konkretnym krajem czy flagą. Nazwa zespołu jest zapisem binarnym czterech znaków o, v, n oraz i w (ośmiobitowym) kodzie ASCII, które składają się na akronim ovni oznaczający UFO w języku francuskim, hiszpańskim, portugalskim i włoskim.

## Dyskografia

### Albumy
- SDSS J0333+0651 (Amputated Vein Records; 9 sierpnia 2019)

### Minialbumy
- S / 2 0 0 4 S 3 (Pathologically Explicit Recordings; 1 czerwca 2017)

### Single
- R * fp . ne . fl . fi . fc . L = N (wydanie niezależne; 9 sierpnia 2017)